# Ronde van Italië 2024/Veertiende etappe
De veertiende etappe van de Ronde van Italië 2024 vond plaats op 18 mei. Deze etappe werd gewonnen door Filippo Ganna.
In de tussenstanden van de klassementen is na deze etappe het een en ander veranderd. In het algemene klassement deed de Nederlander Thymen Arensman erg goede zaken door zijn derde plaats in deze tijdrit; hij steeg naar een zesde plaats. De jonge Alex Baudin is eveneens in de top tien gekomen, de Colombiaan Einer Rubio is naar een elfde plaats gezakt. De leider Tadej Pogačar verstevigde zijn leidende positie.

## Uitslagen
| Castiglione delle Stiviere - Desenzano del Garda 31,2 km |                 |                                 |         |
| Plaats                                                   | Naam            | Ploeg                           | tijd    |
| Winnaar                                                  | Filippo Ganna   | INEOS Grenadiers                | 35'02"  |
| 2                                                        | Tadej Pogačar   | UAE Team Emirates               | + 29"   |
| 3                                                        | Thymen Arensman | INEOS Grenadiers                | + 1'07" |
| 4                                                        | Geraint Thomas  | INEOS Grenadiers                | + 1'14" |
| 5                                                        | Luke Plapp      | Team Jayco AlUla                | + 1'18" |
| 6                                                        | Antonio Tiberi  | Bahrain-Victorious              | + 1'19" |
| 7                                                        | Ben O'Connor    | Decathlon AG2R La Mondiale Team | + 1'25" |
| 8                                                        | Tobias Foss     | INEOS Grenadiers                | + 1'26" |
| 9                                                        | Mikkel Bjerg    | UAE Team Emirates               | + 1'28" |
| 10                                                       | Edoardo Affini  | Team Visma \| Lease a Bike      | + 1'30" |

| Algemeen klassement |                   |                                 |           |
| Plaats              | Naam              | Ploeg                           | Tijd      |
| Roze trui           | Tadej Pogačar     | UAE Team Emirates               | 50u00'09" |
| 2                   | Geraint Thomas    | INEOS Grenadiers                | + 3'41    |
| 3                   | Daniel Martínez   | BORA-hansgrohe                  | + 3'56"   |
| 4                   | Ben O'Connor      | Decathlon AG2R La Mondiale Team | + 4'35"   |
| 5                   | Antonio Tiberi    | Bahrain-Victorious              | + 5'17"   |
| 6                   | Thymen Arensman   | INEOS Grenadiers                | + 6'30"   |
| 7                   | Filippo Zana      | Team Jayco AlUla                | + 7'26"   |
| 8                   | Romain Bardet     | Team dsm-firmenich PostNL       | + 7'52"   |
| 9                   | Lorenzo Fortunato | Astana Qazaqstan Team           | + 8'40"   |
| 10                  | Alex Baudin       | Decathlon AG2R La Mondiale Team | + 8'56"   |

## Opgaven
Er zijn deze etappe twee opgaven gemeld. De renners Luka Mezgec en Phil Bauhaus zijn deze tijdrit niet gestart.
Niet gestart
Phil Bauhaus (Bahrain-Victorious)
Luka Mezgec (Team Jayco AlUla)
1e etappe ·
2e etappe ·
3e etappe ·
4e etappe ·
5e etappe ·
6e etappe ·
7e etappe ·
8e etappe ·
9e etappe ·
10e etappe ·
11e etappe ·
12e etappe ·
13e etappe ·
14e etappe ·
15e etappe ·
16e etappe ·
17e etappe ·
18e etappe ·
19e etappe ·
20e etappe ·
21e etappe
Startlijst · Eindstanden · Afbeeldingen